# あえば浩明
あえば 浩明（あえば ひろあき、1967年（昭和42年）1月5日 - ）は、政治評論家。幸福実現党初代党首。一般社団法人JCU（日本保守連合）議長。
2020年（令和2年）4月までは饗庭直道（あえば じきどう）として活動していた。

## 経歴
神奈川県横浜市出身。父は弁護士をしており、1973年（昭和48年） 4月に慶應義塾幼稚舎（小学校）に入学。以後、慶應義塾の一貫教育校を経て慶應義塾大学へ進学。
1989年（平成元年）に幸福の科学に入会し、学生部・青年部の要職を経験。1990年（平成2年）3月、慶應義塾大学法学部法律学科を卒業。同年4月より幸福の科学総合本部に入局。
2009年（平成21年）5月、饗庭直道として幸福実現党・党首に就任。2週間後、広報本部長に就任。2013年（平成25年）、幸福実現党広報本部長から調査局長となる。2015年（平成27年）、幸福実現党役員を退任。独立。一般社団法人JCUを設立。専務理事に就任。
2020年（令和2年）4月6日、活動名義をあえば 浩明に変更。

## 著書
- 『最強国家　―日本の決断―』文芸社、2011年1月発行、ISBN 978-4286097305
- 『トランプ革命』双葉社、2016年3月23日発行、ISBN 978-4575311181　本書表紙に自身の肩書を「共和党全米委員会アジア担当顧問」と明記している。
- 『トランプの帰還』方丈社、2023年12月19日発行、ISBN 978-4910818139

### 共著
- 『国難に備えよ　―日本の安全保障を問う!―』矢内筆勝・黒川白雲 共著、幸福の科学出版、2010年5月27日発刊、ISBN 978-4863950429

### 書籍監修
- ピーター・シュヴァイツァー『クリントン・キャッシュ』LUFTメディアコミュニケーション、2016年2月10日発行、ISBN 978-4906784417
- 小林照弘『大統領の風水』音羽出版、2017年1月、ISBN 978-4901007634
- ニュート・ギングリッチ『トランプのアメリカ　アメリカ―その「偉大なる復活」の真相』　産経新聞出版、2018年11月28日、ISBN 978-4819113526

## 出演作品
- 1994年9月10日公開 - 映画『ノストラダムス戦慄の啓示』劇場公開映画:東映（生まれ変わりのドーム・息子役）出演
- 2015年4月9日放送開始 - テレビ番組『ググって○○聞いてみた!?～ニュースの裏側調査会』2015年（BS12、TOKYO MX 2局放送）[5]レギュラー出演[6]、9月26日まで